# Damkiéta
Damkiéta är en ort i Burkina Faso.   Den ligger i provinsen Bazega Province och regionen Centre-Sud, i den centrala delen av landet, 40 km söder om huvudstaden Ouagadougou. Damkiéta ligger 330 meter över havet och antalet invånare är 871.
Terrängen runt Damkiéta är platt. Närmaste större samhälle är Kounda, 18,8 km nordost om Damkiéta.
Omgivningarna runt Damkiéta är en mosaik av jordbruksmark och naturlig växtlighet. Runt Damkiéta är det ganska tätbefolkat, med 70 invånare per kvadratkilometer.